# Генри-стрит
Генри-стрит (англ. Henry Street, ирл. Sráid Anraí) — улица в северной части Дублина, одна из двух главных торговых улиц Дублина (наряду с Графтон-стрит), которая тянется от Дублинской иглы на О’Коннелл-стрит на востоке до Лиффи-стрит на западе. После пересечения с Лиффи-стрит идёт торговая улица Мэри-стрит, как бы продолжая Генри-стрит, поэтому их нередко рассматривают как единую торговую зону, простирающуюся от Джервис-стрит до Тэлбот-стрит.

## История
Улица была застроена при участии Генри Мура, 1-го графа Дрогеда (ум. 1675), чьё имя отражено в названии как самой улицы, так и нескольких соседних — Мур-стрит, Эрл-стрит, Дрогеда-стрит.
С 1980-х года улица является преимущественно пешеходной. В течение года Генри-стрит посещает 33 миллионов человек, что обусловлено концентрацией многочисленных крупных магазинов. Здесь расположены крупные универмаги Arnotts и Marks & Spencer, ILAC-центр, а также торговый центр Джервис с главным входом с Мэри-стрит. Знаменитый продовольственный рынок под открытым небом на Мур-стрит находится недалеко от Генри-стрит.
На Генри-стрит также расположено более 200 специализированных магазинов. Из магазинов одежды представлены Envy, USB, Next, Sasha, Merc, A-Wear, Oasis, Penneys, Japan, Wallis, Diffneys, No Name, Extovert and Evans, из обувных брендов — Korkys, Zerep, Ravel and She. Имеется ряд музыкальных магазинов такие как HMV; ранее здесь находились также магазины Golden Disc’s и Virgin Megastores, но впоследствии они закрылись. Из ювелирных магазинов действуют H.Samuel, Half-Price Jewellers. Имеется также ряд спортивных магазинов, в том числе John David и Lifestyle Sports. Магазин компьютерных игр GameStop и магазин одежды Monsoon Accessorize. На улице работает кафе известной фирмы Bewley’s.
На улице постоянно выступают уличные музыканты, поэты и мимы.

## Торговые центры
- Торговый центр Джервис в настоящее время является крупнейшим торговым центром в городской черте Дублина. Он занимает 3-этажное здание, где первые 2 этажа занимают магазины, а на 3-м расположен ряд ресторанов быстрого питания;
- ILAC-центр — старейший торговый центр в центре города. Это большой одноэтажный комплекс, где размещается ряд магазинов, в том числе магазины сетей Dunnes Stores, Debenhams, Iceland, Boots, Champion Sports, Jack & Jones и Argos;
- Универмаг Arnotts;
- Debenhams
- Dunnes[англ.];
- Forever 21[англ.] — единственный в Ирландии магазин этой американской сети;
- Penneys[англ.];
- H&M — товары для женщин;
- New Look[англ.] в торговом центре Джервис, крупнейший в мире магазин компании New Look;
- Zara.